# Primera División de Venezuela 1968
La temporada 1968 de Primera División fue la décima segunda edición de la máxima categoría del Fútbol Profesional Venezolano.

## Equipos participantes
Fue jugada por diez equipos: 4 Equipos de colonias y 6 equipos locales
| Club                | Estado           |
| ------------------- | ---------------- |
| Anzoátegui F.C.     | Anzoátegui       |
| Atlético Aragua     | Aragua           |
| Deportivo Galicia   | Distrito Federal |
| Deportivo Italia    | Distrito Federal |
| Deportivo Portugués | Distrito Federal |
| Lara F.C.           | Lara             |
| Litoral F.C.        | Vargas           |
| U.D. Canarias       | Distrito Federal |
| Valencia F.C.       | Carabobo         |
| Zulia F.C.          | Zulia            |

## Historia
La Fase final fue hecha con solo 6 equipos: UD Canarias, Deportivo Italia, Deportivo Portugués, Lara FC, Valencia FC y Aragua FC.
El UD Canarias alcanzó su primero y único título con el técnico Manuel Arias. El Deportivo Italia fue vicecampeón por segunda vez y obtuvo una de las mejores victorias en su historial: goleó 7-1 el Lara FC el 3 de abril de 1968.
La Unión Deportiva Canarias logró dominar la primera fase del campeonato nacional al conseguir una ventaja de ocho puntos sobre el Deportivo Italia, su más cercano perseguidor. Los "Canarios" ocuparon el primer lugar de la ronda eliminatoria con 28 puntos, producto de una docena de victorias, cuatro empates y dos derrotas, con 27 goles a favor y 17 en contra. Luego, en la ronda final, el UD Canarias logró su primer título del Campeonato Profesional cuando derrotó 1-0 al Valencia FC en el estadio Olímpico de la Universidad Central de Venezuela en Caracas: en la segunda fase del Campeonato resultó Campeón de la liga Mayor con 15 puntos por delante del Deportivo Italia y del Deportivo Portugués. 
El mejor goleador fue el brasiliano Raimundinho, jugador del Deportivo Portugués, con 21 goles.

U.D. Canarias

Campeón
1.er título

## Ronda regular

### Clasificación
|     | Equipo              | PTS | PJ | PG | PE | PP | GF | GC | DG  |
| --- | ------------------- | --- | -- | -- | -- | -- | -- | -- | --- |
| 1.  | U.D. Canarias       | 28  | 18 | 12 | 4  | 2  | 27 | 17 | 10  |
| 2.  | Deportivo Italia    | 20  | 18 | 7  | 6  | 5  | 45 | 33 | 12  |
| 3.  | Deportivo Portugués | 20  | 18 | 7  | 6  | 5  | 36 | 33 | 3   |
| 4.  | Lara F.C.           | 20  | 18 | 8  | 4  | 6  | 26 | 29 | -3  |
| 5.  | Valencia F.C.       | 19  | 18 | 7  | 5  | 6  | 31 | 21 | 10  |
| 6.  | Atlético Aragua     | 19  | 18 | 8  | 3  | 7  | 29 | 33 | -4  |
| 7.  | Zulia FC            | 18  | 18 | 8  | 2  | 8  | 27 | 22 | 5   |
| 8.  | Deportivo Galicia   | 18  | 18 | 7  | 4  | 7  | 32 | 31 | 1   |
| 9.  | Anzoátegui F.C.     | 11  | 18 | 4  | 3  | 11 | 17 | 37 | -20 |
| 10. | Litoral F.C. (D)    | 7   | 18 | 1  | 5  | 12 | 38 | 52 | -14 |

|  | Clasificado a la Fase final                |
|  | (D) : Desaparece al final de la temporada. |

## Fase Final

### Clasificación
|    | Equipo              | PTS | PJ | PG | PE | PP | GF | GC | DG  |
| -- | ------------------- | --- | -- | -- | -- | -- | -- | -- | --- |
| 1. | U.D. Canarias (C)   | 15  | 10 | 6  | 3  | 1  | 17 | 6  | 11  |
| 2. | Deportivo Italia    | 12  | 10 | 5  | 2  | 3  | 16 | 15 | 1   |
| 3. | Deportivo Portugués | 11  | 10 | 4  | 3  | 3  | 16 | 20 | -4  |
| 4. | Valencia F.C.       | 9   | 10 | 4  | 1  | 5  | 20 | 17 | 3   |
| 5. | Lara F.C.           | 8   | 10 | 2  | 4  | 4  | 13 | 12 | 1   |
| 6. | Atlético Aragua     | 5   | 10 | 2  | 1  | 7  | 10 | 22 | -12 |

|  | Campeón, clasificado para la Copa Libertadores 1969.    |
|  | Subcampeón, clasificado para la Copa Libertadores 1969. |